# Arden Myrin

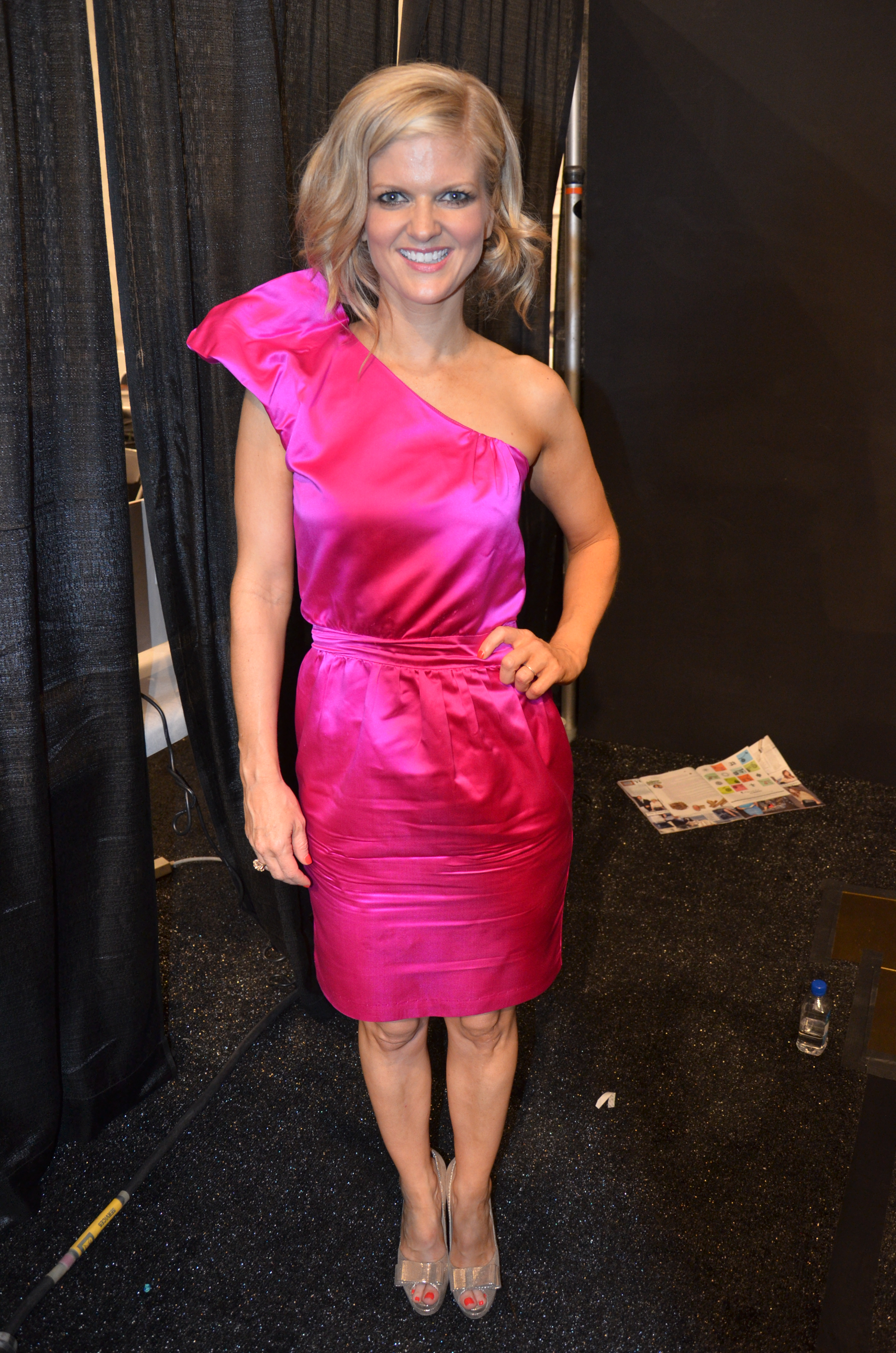
Arden Myrin

Arden Myrin (10 de dezembro de 1973 (51 anos) é uma atriz americana mais conhecida por ter feito parte do elenco de MADtv, e por ter interpretado Regina Sinclair na série Insatiable da Netflix.